# Jose Maria Etxaburu
Jose Maria Etxaburu Etxaburu, ou aussi connu sous le nom de Kamiñazpi, né le 23 septembre 1913 à Ondarroa et mort le 28 décembre 2006 à Fontarrabie, est un écrivain et académicien basque espagnol de langue basque.
Le 25 novembre 1966, Jose Maria Etxaburu est nommé membre correspondant à l'Académie de la langue basque.